# Evan Williams (entrepreneur)
Pour les articles homonymes, voir Evan Williams et Williams.
Evan Williams, né le 31 mars 1972 à Clarks, (Nebraska), est un entrepreneur américain, cofondateur de Twitter, Odeo et Blogger. 
En 2008, il est à l'origine de l'éviction de Jack Dorsey comme PDG de Twitter, qu'il remplace à ce poste. Dorsey crée alors une nouvelle entreprise, Square, tout en menant une campagne de dénigrement contre Evan Williams qui conduira au remplacement de ce dernier par Dick Costolo à la tête du réseau social en 2010. 
En 2012, il crée avec Biz Stone un nouveau réseau social dénommé Medium. Son créateur décrit le site comme un média social sur lequel on peut raconter des histoires qui font plus de 140 caractères. Début 2014, il lève 25 millions de dollars pour développer la plateforme .

## Biographie
Il a grandi dans une ferme, mais ses aspirations étaient grandes. En 1999, il développe Blogger, un outil destiné à faciliter l'utilisation des blogs et les rendre accessibles au plus grand nombre. L'outil est racheté par Google en 2003,.